# Europäische Partei Liebe
Die Europäische Partei Liebe (Eigenschreibweise Europäische Partei LIEBE, Kurzbezeichnung Die LIEBE oder EPL) ist eine proeuropäische, ökologische Kleinpartei in Deutschland. Sie ist Mitglied des europäischen Parteienverbundes Parti Europeen L’AMOUR mit Sitz in Paris.
Parteivorsitzender ist Dmitri Sergejewitsch Kusmin, ehemals Bürgermeister der südrussischen Stadt Stawropol und Mitglied der russischen Partei Gerechtes Russland. Die Partei ist bisher eingetragener Verein mit Sitz in Büren.
Die Partei ist seit 2020 mit einer Abgeordneten im Stadtrat von Bergheim vertreten.

## Programm
Zitat aus dem Parteiprogramm:
Die Liebe ist stärker als das Böse und die Liebe muss die Welt regieren!
Die Partei leitet verschiedene Forderungen daraus ab, dass „alle Menschen das gleiche Recht auf Gerechtigkeit, Gleichheit Würde und Liebe haben“. Unter anderem sind das:
- vertiefte Integration der Europäischen Union
- Schutz der Werte Deutschlands und der EU
- Geschlechtergleichheit, unter anderem durch Geschlechterquoten in Volksvertretungen
- vermehrt kostenlose medizinische Leistungen
- keine Preiserhöhungen für kommunale Dienstleistungen
- Bewahrung natürlicher Ressourcen
- Stärkung von Familien und Schutz von Kinderrechten
- Nutzung der Erfahrungen der älteren Generationen durch Ausarbeitung von langfristigen Entwicklungsplänen durch diese Generation[5]

## Organisation
Oberstes Organ der Partei ist die „Hauptversammlung“ (Mitgliederversammlung). Sie verabschiedet Programm und Satzung und wählt den aus 17 Mitgliedern bestehenden „Obersten Rat“ einschließlich des Parteivorsitzenden. Der Oberste Rat wählt aus seinen Mitgliedern die Mitglieder des „Exekutivbüros“ (Vorstand), neben dem Parteivorsitzenden dessen Stellvertreter, den Sekretär und den Schatzmeister. Eine Sonderstellung hat der erste Vorsitzende nach der Gründung inne, der auch nach Ende seiner Amtszeit mit dem Ehrentitel „Der Parteivorsitzende – Parteigründer“ Mitglied des Exekutivbüros ist und Anrecht auf Entlohnung von mindestens 80 % der Entlohnung des dann aktuellen Parteivorsitzenden hat.
Die EPL Deutschland ist Mitglied der Parti Européen L’Amour (PE L’Amour). Entscheidungen der PE L’Amour sind laut Satzung für die EPL Deutschland verpflichtend. Zudem gehen bis zu 40 % der Einnahmen der EPL Deutschland an die PE L’Amour. Es besteht die Möglichkeit, regionale Gliederungen (Landesverbände, Ortsverbände etc.) zu bilden. Diese sind wiederum verpflichtet, 35 % ihrer Einnahmen an die übergeordnete Gliederung abzuführen.

## Österreich
In Österreich ist die Europäische Partei LIEBE seit 2016 beim Bundesinnenministerium eingetragen.

## Wahlen
Die EPL trat erstmals zur Europawahl 2019 in Deutschland an; Spitzenkandidat war Sergey Samardzhidi. Sie erzielte dabei in Deutschland 33.160 Stimmen (0,1 %). Bei der Bundestagswahl 2021 trat sie mit einer Landesliste und einem einzelnen Direktkandidaten in NRW an und erreichte 873 der Erststimmen (0,0 %) und 12.967 der Zweitstimmen (0,0 %). Auf Landesebene trat die Partei erstmals bei der Landtagswahl in Nordrhein-Westfalen 2022 an und erhielt dort 0,1 % aller Zweitstimmen.